# فرودگاه ایالتی کوپالیس
فرودگاه ایالتی کوپالیس (به انگلیسی: Copalis State Airport) یک فرودگاه همگانی بهره‌برداری هوایی است که یک باند فرود ماسه دارد و طول باند آن ۱۳۷۲ متر است. این فرودگاه در کشور ایالات متحده آمریکا قرار دارد و در ارتفاع ۰ متری از سطح دریا واقع شده‌است.